# Лебедев, Сергей Борисович

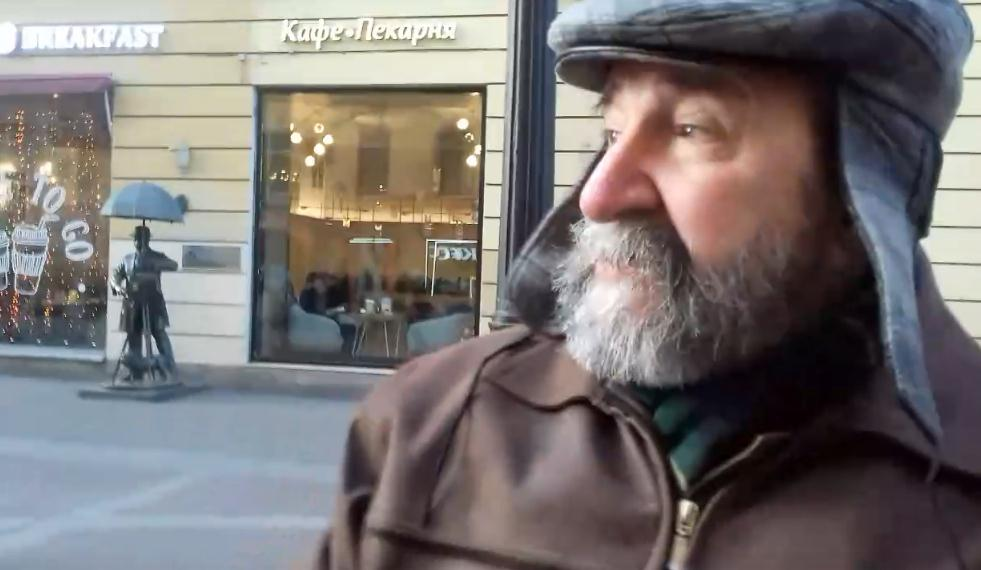
С.Б.Лебедев на Малой Садовой ул. в Санкт-Петербурге. Фото 25.11.2019 г.

Серге́й Бори́сович Ле́бедев (26 ноября 1946, Ленинград — 3 октября 2021, Санкт-Петербург) — российский историк, краевед Санкт-Петербурга.

## Биография
Окончил исторический факультет Ленинградского университета.
С 1968 г. в течение многих лет печатался и работал в ленинградских-петербургских газетах.
Будучи старшим научным сотрудником Музея истории Ленинграда, в 1979 г. создал музей «Гангутский мемориал» в здании освобожденной от промышленного предприятия Пантелеймоновской церкви в Соляном городке. Музей был посвящен героизму русских воинов в битвах Северной войны, героической обороны полуострова Ханко в годы Великой Отечественной войны. Автор ряда публикаций по истории Соляного городка. Под руководством Д. С. Лихачева занимался изучением жизни и научной работы академика А. Н. Пыпина. Один из самых активных участников защиты гостиницы «Англетер» в 1987 г.
Автор и редактор ряда книг по масонству.
В 1980-х — 1990-х гг. стал инициатором создания в Ленинграде — Санкт-Петербурге «Зоны Достоевского», а также ряда памятников и памятных досок, в том числе фигуркам котов на Малой Садовой улице, улице Марата, зайца Арсения у Петропавловской крепости и др.
Похоронен в Санкт-Петербурге на Новодевичьем кладбище.